# Vatchera Kosintharobol
Vatchera Kosintharobol (thailändisch วัชระ โกสินทโรบล; * im 20. Jahrhundert) ist ein thailändischer Badmintonspieler, der im Parabadminton in der Startklasse SL4 an den Start geht und bei der Weltmeisterschaft 2003 im Herreneinzel und -doppel teilnahm und dabei die Silbermedaille im Doppel erreichte.

## Karriere
Bei der Weltmeisterschaft 2003 in Cardiff im Vereinigten Königreich startete Kosintharobol im Herreneinzel und verlor sein erstes Spiel im Viertelfinale gegen Yu Cheng-wu aus Chinesisch Taipeh mit 13:15, 6:15. Im Herrendoppel startete er mit seinem Landsmann Adisak Saengarayakul, sie spielten in der ersten Runde, dem Viertelfinale, gegen Eduard Barkanow und Dmitri Petuchow aus Russland und gewannen das Spiel mit 15:0, 15:4. Im Halbfinale besiegten sie die Japaner Koji Hemmi und Masashi Sugimoto mit 15:2 15:2. Im Finale standen sie Chuang Liang-tu und Chiang Chung-ho aus Chinesisch Taipeh gegenüber und verloren 15:17, 4:15; die beiden Thailänder erreichten somit die Silbermedaille.